# Sojuz T-10
Sojuz T-10 – radziecka załogowa misja kosmiczna, stanowiąca piątą załogową ekspedycję na pokład stacji kosmicznej Salut 7. Trzecia stała załoga Saluta 7 wystartowała z Ziemi 8 lutego 1984 r. w statku, który ponownie oznaczono jako Sojuz T-10. Dzień później dołączyli do bazy.

## Misja
Stację całkowicie reaktywowano 17 lutego 1984 roku. 23 lutego 1984 roku do bazy przycumował Progress 19 z zaopatrzeniem. 25 i 26 lutego 1984 roku pojazd ten wykorzystano do zmiany orbity stacji Salut 7 do wartości 305/327 km. W dniu 31 marca 1984 roku Progress 19 został odłączony i następnego dnia spłonął w atmosferze. Załogę na orbicie odwiedziły załogi szóstej Sojuz T-11 (na pokładzie znalazło się sześciu kosmonautów) i siódmej Sojuz T-12 ekspedycji. 22 kwietnia 1984 roku do Saluta dokował Progress 20, wystrzelony dwa dni wcześniej. Korzystając z jego silnika wykonano kolejną zmianę parametrów orbity. Lot Progressa 20 połączonego z bazą satelitarną trwał do 6 maja 1984 roku.

## EVA
- 23 kwietnia 1984 roku Kizim i Sołowiow wyszli na ponad cztery godziny i zamontowali na zewnątrz stacji specjalny trap, a do niego wiele zasobników z różnymi przyrządami.
- 26 kwietnia 1984 roku w czasie spaceru kosmicznego rozpięli nad częścią bazy ekran osłaniający.
- 29 kwietnia 1984 roku wyszli na zewnątrz po raz trzeci, na przeszło dwie godziny, w celu remontu rezerwowego rurociągu paliwowego dla silników rakietowych w agregatowej części bazy. Rok wcześniej na stacji doszło do awarii i przerwania przewodu paliwowego.
- 4 maja 1984 roku, po raz czwarty, prawie na pięć godzin w celu dokończenia czynności związanych z instalowaniem rurociągu. Kolejny Progress dokował 10 maja 1984 roku.
- 18 maja 1984 roku kosmonauci wyszli po raz piąty na zewnątrz, tym razy w celu domontowania do płyty z fotoogniwami słonecznymi dodatkowych dwóch tac z fotoogniwami. Tym razem na zewnątrz bazy kosmonauci przebywali cztery godziny.
- Po raz szósty Kizim i Sołowiow wyszli 8 sierpnia 1984 roku na zewnątrz stacji, aby zdjąć fragment pokrycia termoizolacyjnego z części przyrządowej i uruchomili rezerwowy rurociąg paliwowy na powierzchni bazy. Zdemontowali też część płyty z fotoogniwami słonecznymi w celu dostarczenia jej na Ziemię do przeprowadzenia badań laboratoryjnych stopnia zanieczyszczenia jej powierzchni. Pobyt obu kosmonautów trwał pięć godzin, a czas trwania wszystkich wyjść – prawie 23 godziny.

16 sierpnia dokował kolejny Progress 23. Po rozładowaniu statek wykorzystano do kolejnej korekty parametrów orbity do wartości 351/387 km. Po 236 dniach lotu Kizim, Sołowiow i Atkow powrócili na Ziemię w statku kosmicznym Sojuz T-11 2 października 1984 roku.